# Kurfurstendömet Köln
Kurfurstendömet Köln eller Kurköln var ett furstbiskopsdöme i det tysk-romerska riket, som fanns från 900 e.Kr. till tidigt 1800-tal. Furstendömet styrdes av ärkebiskopen i Kölns ärkestift men sekulariserades år 1803.
Köln ärkebiskopsstift (kurfurstendöme) i Kurrhenska kretsen, bestod av två områden på vänstra Rhenstranden – mellan hertigdömena Jülich och Berg samt ärkebiskopsstiftet Trier, jämte grevskapet Recklinghausen och hertigdömet Westfalen, med en sammanlagd areal av omkring 6 600 km2.
Ärkebiskopen var den tredje andlige kurfursten i Tysk-romerska riket och Heliga romerska rikets ärkekansler uti Italien, från 1200-talet även påvlig legat. 

## Bakgrund
Som förste biskop i Köln nämns en Maternus, i början av 300-talet. Genom Karl den store upphöjdes Köln 785 till ärkebiskopsstift, som omfattade biskopsstiften Bremen (till 864), Münster, Minden (till 1648), Osnabrück, Utrecht (till 1559) och Liège.
Till de förnämste ärkebiskoparna av Köln hörde Brun av Köln (953-965), Anno den helige (1056-75), Rainald von Dassel (1159-67) samt Filip von Heinsberg (1167-91), vilken 1180, då Henrik Lejonet förklarades i akt, förvärvade en del av Westfalen och Engern med titeln hertig av dessa länder.
De långa striderna med staden hade, som ovan nämnts, till följd biskopsresidensets förläggande till Bonn (1288). Herman av Wied (1515-46) var en anhängare av reformationen och avsattes därför, liksom senare Gebhard Truchsess von Waldburg
(1577-83) av samma skäl. Därefter besattes biskopsstolen med bayerska prinsar till 1761 och 1785 med en österrikisk ärkehertig, varpå stiftet
1801 genom freden i Lunéville sekulariserades, och dess område på vänstra Rhenstranden avträddes till Frankrike, besittningarna på flodens högra strand till större delen till Nassau-Usingen, hertigdömet Westfalen till Hessen-Darmstadt och grevskapet
Recklinghausen till hertigen av Arenberg (1811 till storhertigdömet Berg). I första Parisfreden (1814)
och på Wienkongressen förvärvade Preussen
hela det forna ärkestiftets område. Ett nytt ärkebiskopsstift upprättades 1821 av större delen av det gamlas besittningar, och under detsamma löd biskopsstiften Trier, Münster och Paderborn.

## Bildgalleri

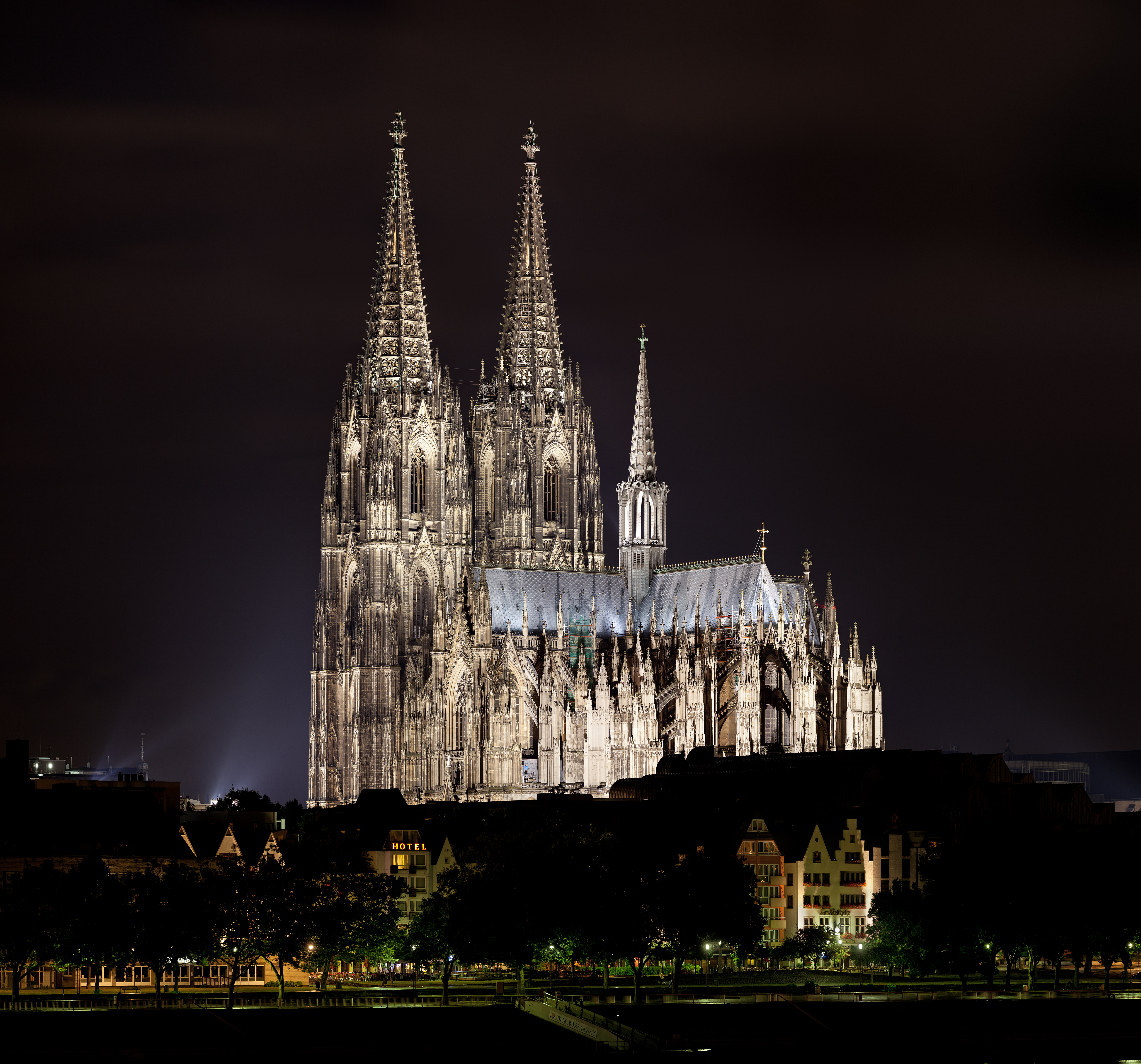
Kölnerdomen
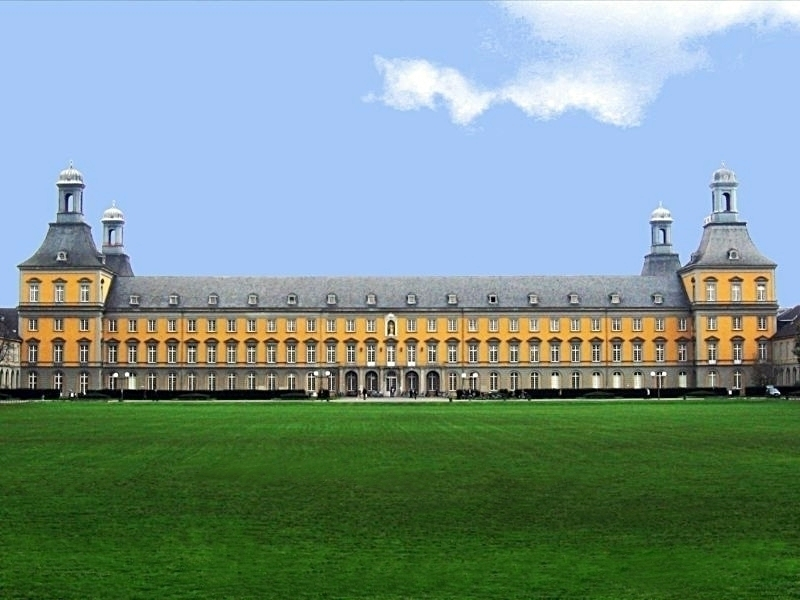
Kurfursteslottet i Bonn